# Aspen, Kolorado
Aspen je mesto v zvezni državi Kolorado v ZDA. 
V Aspnu se nahaja eno najboljših smučarskih središč v ZDA.
Agencija Forbes je razglasila Aspen za najbogatejše mesto v ZDA. Povprečna cena hiše v Aspnu je okoli 1,5 milijonov ameriških dolarjev.